# Australothis hyperchroa
Australothis hyperchroa är en fjärilsart som beskrevs av Turner 1920. Australothis hyperchroa ingår i släktet Australothis och familjen nattflyn. Inga underarter finns listade i Catalogue of Life.